# Chionaema walkeri
Chionaema walkeri là một loài bướm đêm thuộc phân họ Arctiinae, họ Erebidae.